# ピルビン酸シンターゼ
ピルビン酸シンターゼ（pyruvate synthase）は、解糖系/糖新生、クエン酸回路、ピルビン酸代謝を構成する酵素の一つで、次の化学反応を触媒する酸化還元酵素である。
ピルビン酸 + CoA + 2 酸化型フェレドキシン {\displaystyle \rightleftharpoons } アセチルCoA + CO2 + 2 還元型フェレドキシン + 2 H+
反応式の通り、この酵素の基質はピルビン酸と補酵素Aと酸化型フェレドキシン、生成物はアセチルCoAと二酸化炭素と還元型フェレドキシンとH+である。
組織名はpyruvate:ferredoxin 2-oxidoreductase (CoA-acetylating)で、別名にpyruvate oxidoreductase, pyruvate synthetase, pyruvate:ferredoxin oxidoreductase, pyruvic-ferredoxin oxidoreductaseがある。